# Javier Balaguer
Javier Balaguer (Alcoy,Alicante, España, 8 de julio de 1961) es un director de cine, guionista y fotógrafo español. La totalidad de su carrera cinematográfica se ha
desarrollado en España y República Dominicana. Ha sido nominado como mejor
director novel a los premios Goya. Ha coescrito los guiones de sus
películas.

## Biografía
Entre 1979 y 1983 trabajó como fotógrafo de prensa, moda y publicidad como free-lance. En 1983 monta la productora de cine y publicidad con José Luis Lozano Isis Films, con la que realizan tres cortometrajes y los vídeos musicales Embrujada (1983) de Tino Casal,  Lobo hombre en París (1984) de La Unión, y The werewolf (1984) de Azul y negro.
De 1984 a 2001 trabaja como ayudante de dirección, jefe de producción, jefe de localizaciones en numerosas producciones de cine y publicidad, tanto españolas como extranjeras.
En 2001 dirige su primera película, Solo mía (2001) por la que es nominado al mejor director novel en los premios Goya 2001. Es una película social que trata sobre la violencia de género, y que obtuvo una buena acogida de crítica y público. Estuvo nominada a cuatro Goyas: Mejor director novel, Mejor actriz principal Paz Vega, Mejor actor principal Sergi López y Mejor canción original Eusebio Bonilla. Escrita por Javier Balaguer y Álvaro García Mohedano.
En 2004 dirige su segunda película Escuela de seducción, una comedia romántica que obtiene una gran acogida de público, protagonizada por los actores Victoria Abril y Javier Veiga.
En 2008 dirige un documental en la República Dominicana titulado Oriundos de la noche, que trata sobre la vida de tres históricos personajes que lucharon contra la dictadura de Leónidas Trujillo: el político y escritor Juan Bosch, el poeta Pedro Mir y la heroína y mártir Minerva Mirabal. Este trabajo obtuvo el primer premio al mejor documental en el Philadelphia Documentary and Fiction Festival 2008.
En el 2014, dirige el documental Frounsyya. Un documental sobre el arte de monta de caballos y de las escuelas ecuestres del mundo.
En el 2016, dirige y produce el documental "Cervantes la Búsqueda", con Ramón Barea y Ginés García Millán, con el que gana numerosos premios nacionales e internacionales.
A principios de 2019, dirige el cortometraje "Domótica".

## Filmografía
Películas dirigidas por Javier Balaguer:
| Año  | Película               | Principales actores                                                            |
| 2023 | Lock 3                 | Cortometraje                                                                   |
| 2022 | Martí, Patria y Agonía | Largometraje Documental                                                        |
| 2021 | Alba                   | Carmén Alba, Carlos Orellana                                                   |
| 2020 | Hacia Montañas Azules  | Susana Gil, Javier Ríos                                                        |
| 2019 | Domótica               | Helena Font, Carlos Amador                                                     |
| 2016 | Cervantes la Búsqueda  | Ramón Barea, Ginés García millán                                               |
| 2014 | Frounsyya              |                                                                                |
| ---- | ---------------------- | ------------------------------------------------------------------------------ |
| 2008 | Oriundos de la noche   | Mónica Sepúlveda, Víctor Checo                                                 |
| 2004 | Escuela de seducción   | Victoria Abril, Javier Veiga, Antonio Resines, Elvira Mínguez, Roberto Álvarez |
| 2001 | Solo mía               | Paz Vega, Sergi López, Alberto Jiménez, Elvira Mínguez                         |